# Flughafen Mokotów

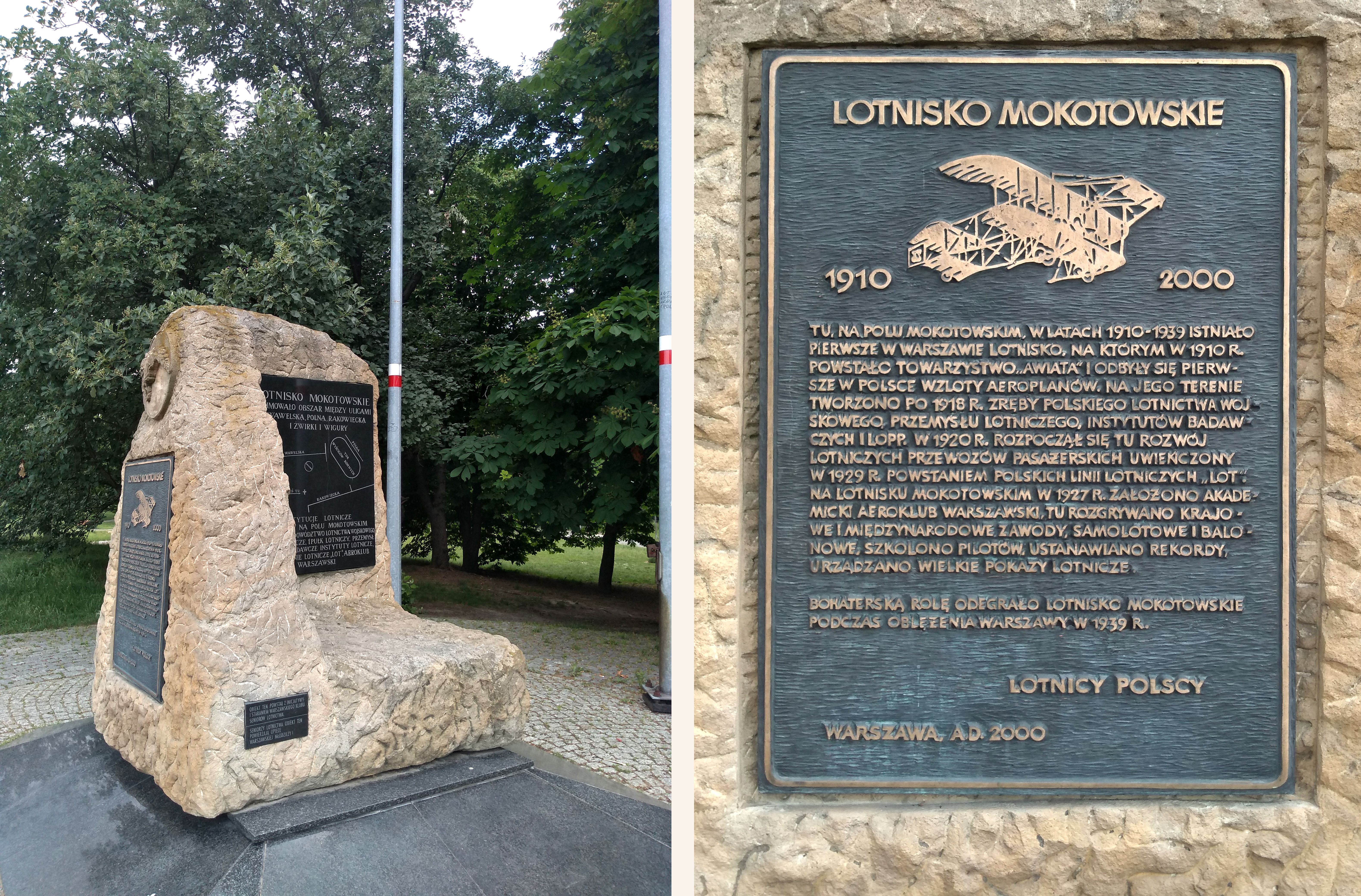
Flugplatz-Gedenkstein im heutigen Park „Pole Mokotowskie“ und Tafel auf der Vorderseite mit kurzer Geschichte

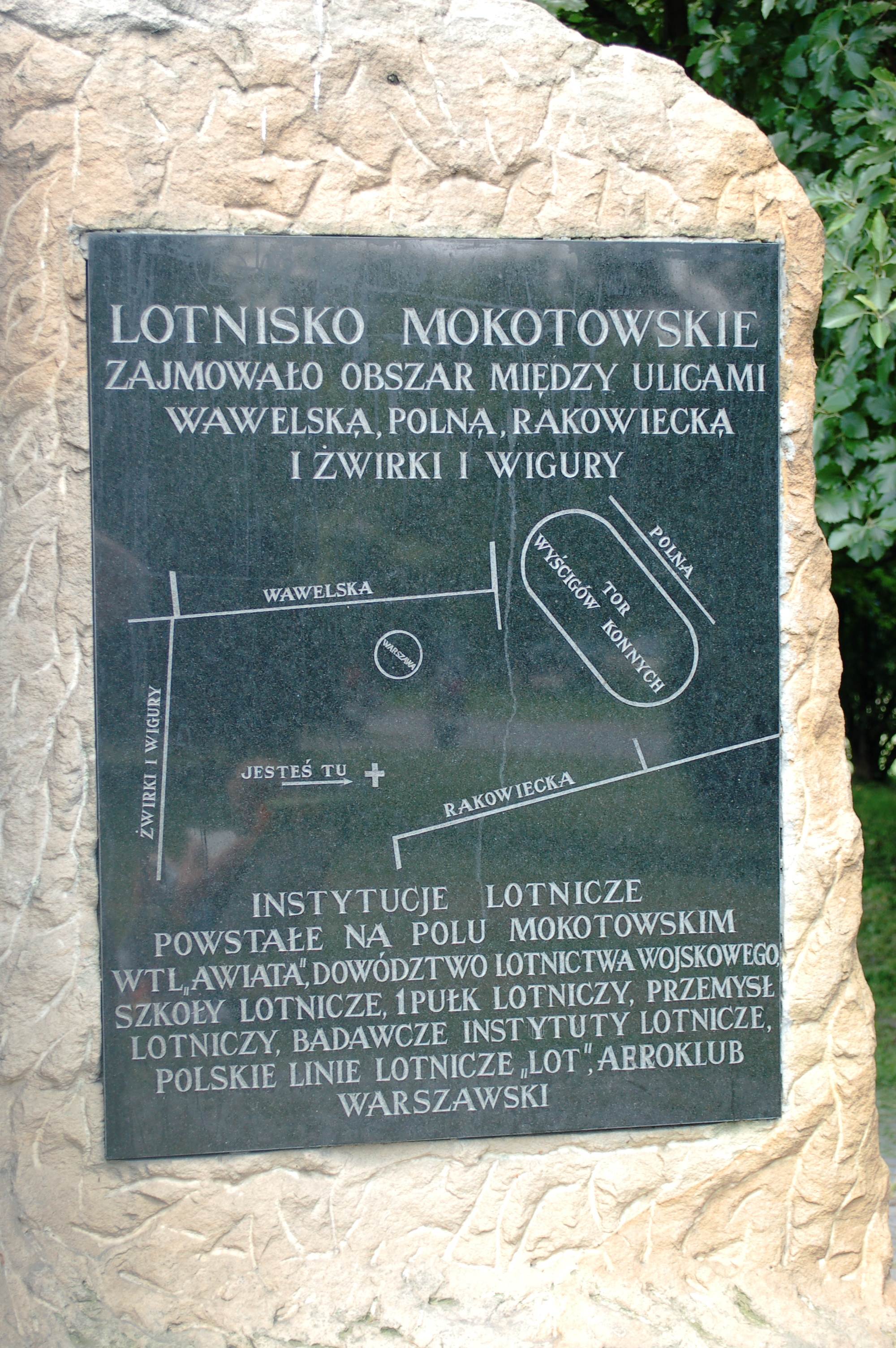
Flugplatz-Gedenkstein im heutigen Park „Pole Mokotowskie“, Tafel auf der rechten Seite mit einer Flughafenkarte

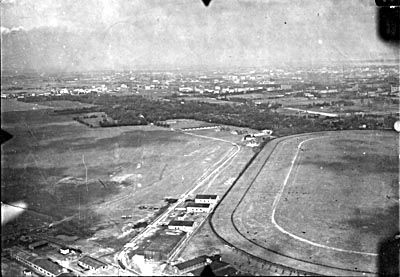
Auf dem Bild von 1933 ist rechts die ovale Pferderennbahn und links das Flugplatzgelände auf dem Pole Mokotowskie zu erkennen

Der Flughafen Mokotów (polnisch Lotnisko Mokotowskie) war ein Warschauer Flugplatz von 1910 bis 1947. Er lag auf dem Pole Mokotowskie, einem Terrain südlich der Innenstadt. Er war der erste Flughafen Warschaus und einer der ersten in Europa.

## Geschichte
Bis zur Einrichtung des Flugplatzes hatten Flugvorführungen behelfsmäßig bereits auf der ebenfalls auf Pole Mokotowskie gelegenen Mokotów-Pferderennbahn stattgefunden. Der Franzose Georges Legagneoux führte dort am 16. September 1909 erstmals ein von Gabriel Voisin konstruiertes Flugzeug vor. Das Flugzeug hob jedoch nicht richtig ab und das Publikum verlangte die Rückgabe des Eintrittsgeldes. Nachdem ein störender Zaun zwischen der Pferderennbahn und dem angrenzenden Gebiet entfernt worden war, konnte der französische Pilot am folgenden Tag einen 1500-Meter-Flug zeigen. Das nächste Flugzeug wurde am 15. und 16. November 1909 vom belgischen Baron Pierre de Caters vorgeführt. Die Maschine blieb drei Minuten in der Luft und flog mehrere Kurven. Diese beiden Flüge aus der Pionierzeit der Luftfahrt legten den Grundstein zur Schaffung eines Flughafens.
Im Jahre 1910 erlaubte der zaristische Statthalter der Hauptstadt Kongresspolens der neugegründeten Fluggesellschaft „Awiata“ (poln.: Towarzystwo Lotnicze „Awiata“) dort die Einrichtung eines Flughafens mit Konstruktionsanlagen sowie der ersten zivilen Pilotenschule Polens. Unter dem Eigentümer der „Awiata“, dem bedeutenden Warschauer Unternehmer Stanisław Lubomirski, wurde eine Anlage auf dem bis dahin von russischen Einheiten genutzten militärischen Übungsgelände, dem Pole Mokotowskie errichtet.
Am 15. März 1911 startete der polnische Pilot Michał Scipio del Campo erstmals vom neuen Flugfeld aus zu einem 17-minütigen Flug über Warschau. Er verwendete eine Etrich Taube. In den neuen Flugzeughallen konstruierte Czesław Tański seine „Łątka“. Hier entstand auch das Flugzeug von Czesław Zbierański und Stanisław Cywiński, genannt „Zbierański i Cywiński“ das auf seinem Erstflug ebenfalls von Campo geflogen wurde.
Bis zum Beginn des Ersten Weltkrieges war der Flugplatz ein beliebter Sport- und Zivilflugplatz. Hier unterrichteten Flugpioniere wie der Russe Henryk Segno. Die Pilotenschule der Awiata verfügte in der Zeit über sieben Flugzeuge: drei Doppeldecker der Firma Farman, zwei Eindecker des Typs Etrich sowie zwei Blériot-Modelle. Am 28. Mai 1913 verunglückte hier der polnische Oberleutnant Aleksander Perkowski. Nach dem Start und einem mehrminütigen Flug stürzte er aus etwa 100 Metern Höhe ab. Der schwerverletzt Geborgene starb auf dem Weg in das Krankenhaus.

### Erster Weltkrieg und Nachkriegszeit
Während des Ersten Weltkrieges wurde der Flugplatz von deutschen Truppen besetzt und genutzt. Es wurden 21 neue Hangars – auch für Luftschiffe vom Typ Parseval –, ein Schul- sowie verschiedene Wirtschaftsgebäude errichtet. Bereits bei Kriegsende wurde überlegt, den Flugplatz wegen der Begrenzung eines weiteren Ausbaus aufzulösen und den Flugbetrieb der Hauptstadt an drei andere Orte zu verlegen: Sportflugzeuge sollten demzufolge auf einem Flugplatz in Młociny, Militärflugzeuge in Okęcie und Verkehrsflugzeuge in Gocław abgefertigt werden.
Im Jahr 1919 wurde die Anlage jedoch zunächst als Militärflugplatz (so hatte das I Pułk Lotnictwa hier seine Hangars und Unterkünfte) und von der polnischen Flugzeugindustrie genutzt. 1921 eröffnete das polnische Eisenbahnministerium hier erneut auch einen zivilen Flugbetrieb, der fortan „Flug-Station“ genannt wurde. Von hier aus wurde die Linie Paris–Straßburg–Prag–Warschau der französischen Fluggesellschaft Compagnie Franco-Roumaine de Navigation Aérienne bedient. Im ersten Jahr des Flugbetriebes wurden Reisende und Verwaltung in ausrangierten Bahnwaggons im südlichen Ende des Flugfeldes untergebracht. 1922 wurde ein Abfertigungsgebäude etwa an der heutigen Kreuzung von Wawelska-Straße und Niepodlegości-Allee errichtet. Die Station wurde erst von der Gesellschaft Aerolloyd betrieben, ab 1925 durch Aerolot und ab 1929 von der Polskie Linie Lotnicze LOT, die 1930 den IATA-Code LO erhielt. Zunächst wurden von der polnischen Gesellschaft Bukarest, bis 1927 auch Athen, Beirut und Helsinki angeflogen.
Im Jahr 1926 flog der Pilot Bolesław Orliński mit seinem Mechaniker Leonard Kubiak erstmals die Distanzstrecke Warschau–Tokio–Warschau. 1927 wurde dann endgültig entschieden, Okęcie zum Hauptflughafen der Stadt zu machen. Ab 1934 übernahm er den gesamten bisher auf dem Pole Mokotowskie abgewickelten Linienflugverkehr. Bereits seit 1927 war der Flugplatz Mokotów Sitz des Akademischen Flugclubs Warschau (Akademicki Aeroklub Warszawski), dessen Name 1931 in Aeroklub Warszawa geändert wurde.
Am 1. Januar 1928 wurde der Flugzeughersteller Państwowe Zakłady Lotnicze „PZL“ als staatliches Unternehmen gegründet. Die „PZL“ war aus der Zentralen Warschauer Flugzeugwerkstatt „CWL“ (Centralne Warsztaty Lotnicze) hervorgegangen, die bereits 1919 auf dem Gelände des Flugplatzes Mokotów entstanden war. Zunächst waren vor allem Lizenzproduktionen ausländischer Modelle gefertigt worden. Unter der späteren Leitung von Zygmunt Puławski entstanden auch eigene Konstruktionen wie die erfolgreichen Jagdflugzeuge PZL P.7 oder PZL P.11.

### Die Ära der großen Flugwettbewerbe

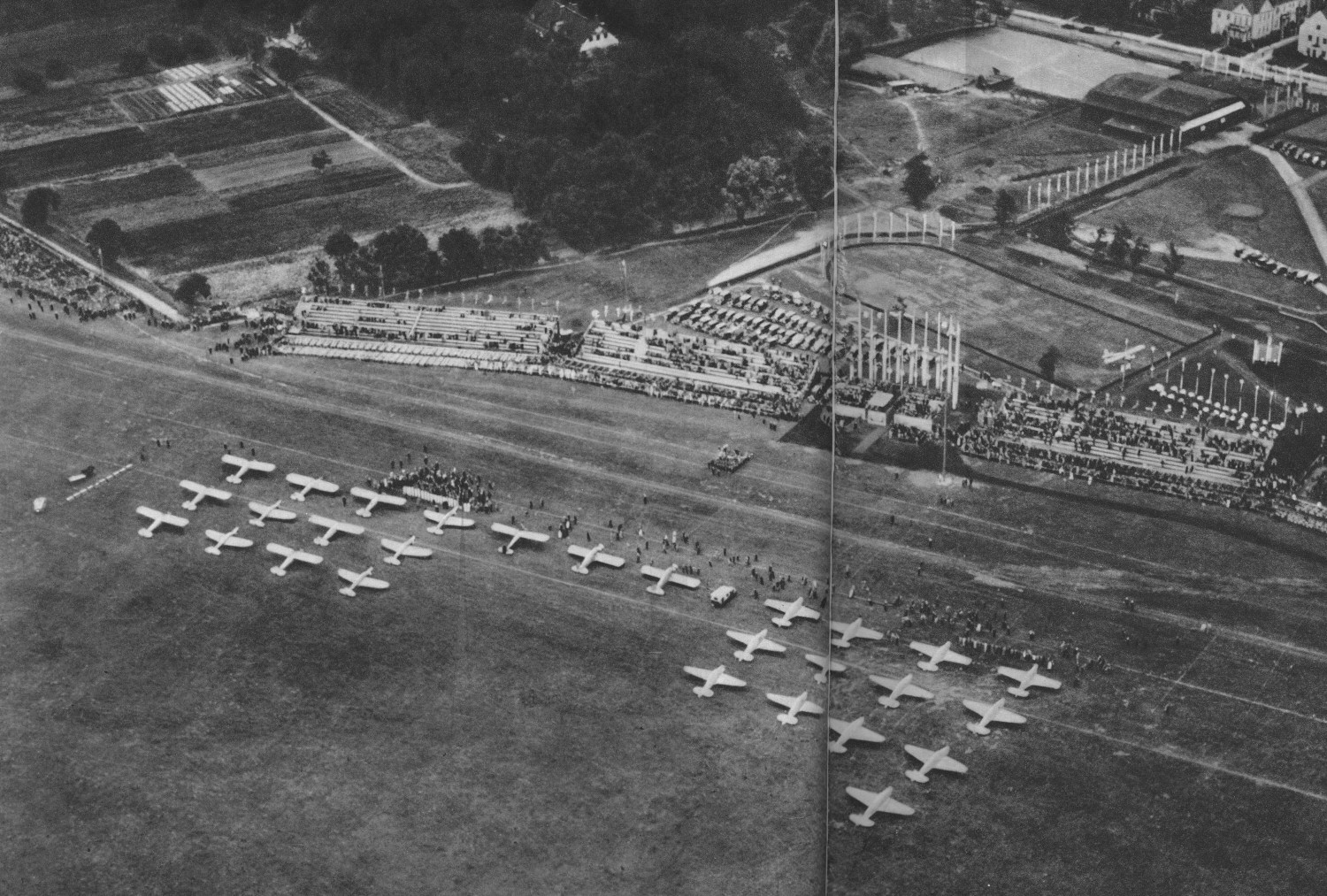
Eröffnungszeremonie zum 4. Europarundflug (FAI International Touring Aircraft Contest) am 28. August 1934.

Der Flugplatz war 1931 Start- und Landeplatz von Stanisław Skarżyńskis großem Afrika-Rundflug, bei dem er mit seiner polnischen PZL Ł-2 (Registrierung: SP-AFA) zwischen dem 1. Februar und dem 5. Mai 1931 eine Gesamtdistanz von 25.770 Kilometern zurücklegte.
Im Jahr 1934 fand der Europarundflug der Fédération Aéronautique Internationale („FAI“) in Warschau statt, da beim vorangegangenen Wettkampf im August 1932 in Berlin der Pole Franciszek Żwirko mit seinem Ingenieur Stanisław Wigura auf einer RWD-6 gewonnen hatte. Im Juni 1933 waren die Wettbewerbsregeln für den 1934er Europarundflug ausgeschrieben worden. Wie schon zuvor wurde in drei Kategorien bewertet: die Technik, die Geschwindigkeit sowie das Abschneiden bei einem Distanzflug über Europa. Die Eröffnungszeremonie wurde am 28. August 1934 mittags auf dem Flugplatz Mokotów in Warschau abgehalten. Das italienische Team war bei der Eröffnung noch nicht anwesend, weil deren Teilnehmer auf dem Flug von Italien nach Warschau in schlechtes Wetter geraten waren. Die siegreiche Mannschaft stellte wiederum das polnische Team: der Erstplatzierte war der Pilot Jerzy Bajan mit seinem Mechaniker Gustaw Pokrzywka, der Zweitplatzierte Stanisław Płonczyński mit S. Ziętek. Beide hatten eine RWD-9 geflogen. Damit hätte Warschau das Recht gehabt, auch den nächsten Europarundflug (1936) auszurichten; es lehnte dieses aber aus finanziellen Gründen ab. Da auch die anderen teilnehmenden Staaten den Wettbewerb nicht mehr ausrichten wollten, war der Warschauer Europarundflug der Letzte der Serie. Der Wanderpokal verblieb beim Polnischen Aero Club.
In den Jahren 1934, 1935 und 1936 war der Flugplatz Startpunkt der internationalen Ballonsportveranstaltung Gordon-Bennett-Cup. Der Pole Franciszek Hynek konnte 1934 seinen Vorjahressieg in Chicago hier wiederholen. Sein Copilot war Władysław Pomaski. In 57 Stunden und 54 Minuten war der Ballon 1.650 Kilometer bis nach Tiszkino bei Stalingrad geflogen. Im Folgejahr (1935) siegte der Pole Zbigniew Burzyński, der 1933 bereits Copilot von Hynek gewesen war, auf der „SP-AMY Polonia II“.
1935 wurde eine umfangreiche Wohnbebauung des ehemaligen Flughafen-Geländes auf der Pole Mokotowskie geplant. Der neu zu erstellende Stadtteil sollte nach Józef Piłsudski benannt werden. Auch der bereits seit 150 Jahren geplante Tempel der Göttlichen Vorsehung sollte nun hier errichtet werden. Diese Pläne wurden nicht umgesetzt; der Flugplatz Mokotów blieb bis 1947 bestehen und wurde vor allem als Sport- und Militärflugplatz genutzt. Der Flughafen blieb auch ein Zentrum für die Ausbildung von Piloten, Mechanikern und Beobachtern.

### Zweiter Weltkrieg und Einstellung des Flugbetriebs

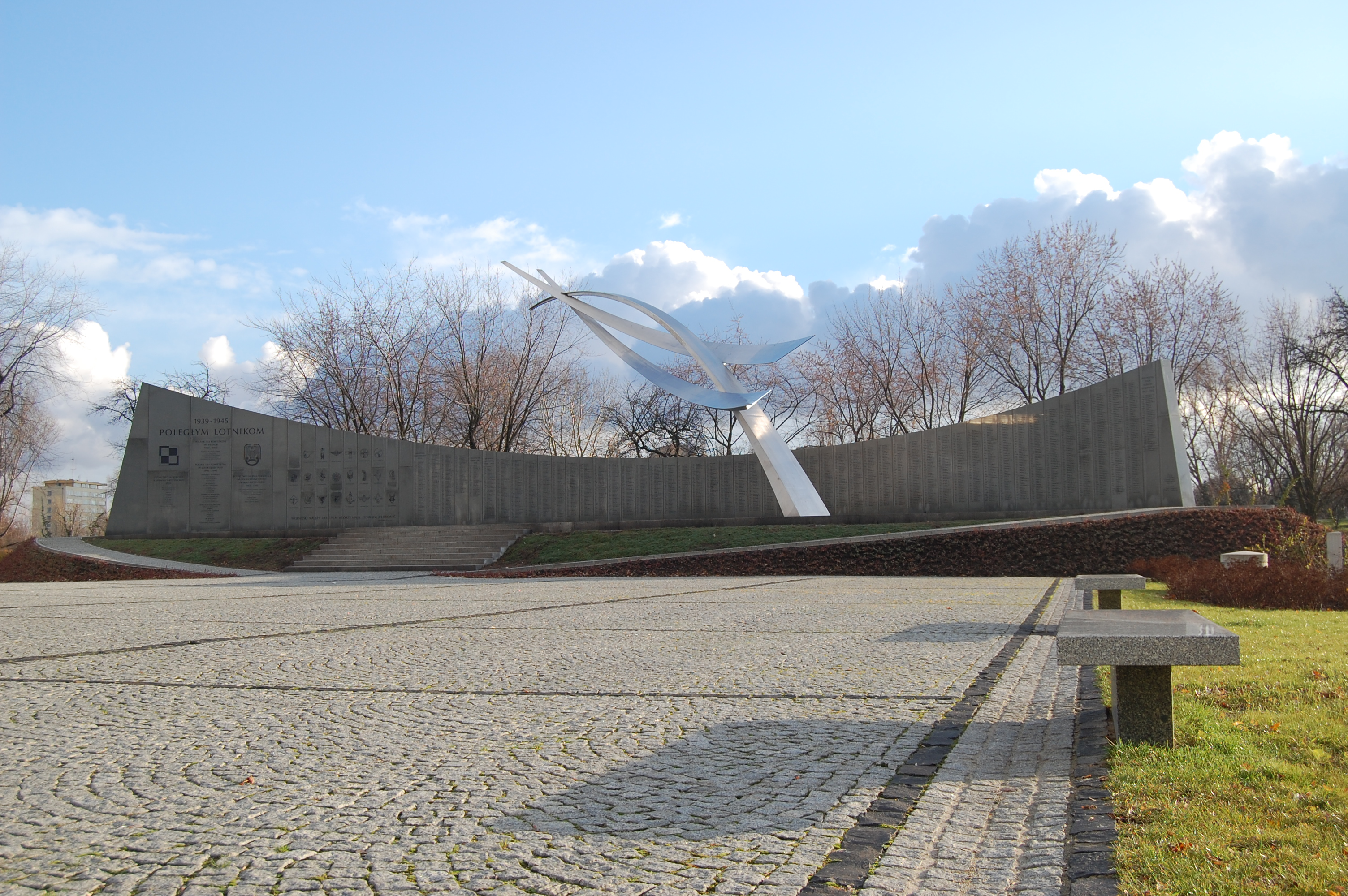
Das im Jahr 2003 eingeweihte Denkmal der Piloten des Zweiten Weltkrieges (Pomnik Lotników Polskich) im Nordosten von Pole Mokotowskie

Im Jahr 1939 spielte der Flugplatz bei Ausbruch des Zweiten Weltkrieges noch einmal eine wichtige Rolle. Hier bildete die Brygada Pościgowa (ein ursprünglich in Kraków stationiertes Regiment mit zwei Geschwadern und zusammen fünf Staffeln, die mit PZL-P.11- und PZL-P.7-Jagdflugzeugen ausgestattet waren) mit der 152. Eskadra Myśliwska (eine mit verschiedenen Versionen der PZL P.11 ausgerüstete Jagdstaffel, die der Modlin-Armee unterstellt war) und der 41. Eskadra Rozpoznawcza (eine mit Flugzeugen der Typen PZL.23 Karaś und PZL.43 ausgestattete Aufklärungsstaffel aus Toruń) ab dem 9. September 1939 den Zespół Lotniczy Obrony Warszawy. Die hier startenden Einheiten wurden im Abwehrkampf um Warschau eingesetzt.
Während der Besetzung Warschaus durch die deutschen Truppen kam der Flugverkehr auf dem Flugplatz Mokotów fast völlig zum Erliegen. Nach dem Kriegsende wurde der Flugplatz in Mokotów II umbenannt. Er wurde vor allem zu den Paraden anlässlich der Feiern zum Tag des Sieges am 9. Mai genutzt. 1947 wurde die Anlage endgültig geräumt, zum Teil bebaut (unter anderem mit der heutigen Hauptverkehrsstraße Aleja Niepodległości sowie dem neuen Gebäude der polnischen Nationalbibliothek) und zum Park Pole Mokotowskie umgestaltet. An die Geschichte des Flugplatzes erinnert heute ein Denkmal auf einer kleinen Anhöhe im Park.